# 짐 빔
짐 빔(Jim Beam)은 미국의 버번 위스키 브랜드이다. 2008년에 가장 많이 팔린 브랜드중 하나이다. 지금은 빔 산토리 주식회사(Beam Suntory Inc.)에서 제조하고 판매한다.
1795년, 제이콥 빔(Jacob Beam)이 처음 제조법을 개발하고 제조했으며, 빔 가문의 7대가 사업을 물려 받았다. 짐 빔은 주류 금지령이 철회된 후 빔 가문의 사업을 확장시키고 이름을 짐 빔(Jim Beam)이라고 지었다. 또한, 같은 이름의 상품이 이 브랜드의 가장 유명한 위스키이다.
곡물과 물을 이용해 위스키를 제조하고, 오리지널의 맛과 향을 유지하기 위해서 아직까지도 전통적인 비법을 사용해 위스키를 제조한다.

## 정부표준
짐 빔은 제조할 때 정부가 지정한 기준을 따라야 한다. 법에 따르면 짐 빔은 미국 켄터키 주에서 만들어져야 하며, 짐 빔의 재료 중 옥수수가 51% 이상을 차지해야 한다. 그리고 알코올 함량이 160 프루프(Proof)(증류주의 알코올 농도를 나타내는 단위) 이하여야 하고, 다른 화학적 첨가물이 들어가서는 안 된다. 그리고 만들어진 후 2년 이상의 숙성기간이 필요하다.

## 역사
18세기 후기에, 나중엔 결국 자신의 성을 “Beam”으로 바꾼 Boehm 가족의 일원은 독일을 떠나 켄터키주에 정착하였다. 요한네스 레지널드 빔(Johannes Reginald Beam) (1770–1834)은 지금 우리가 버번 위스키라고 알고 있는 위스키를 생산한 농부이다. 제이콥 빔 (Jacob Beam)은 1795년 그가 처음으로 만든 콘 위스키를 팔았다. 그 위스키는 처음에는 올드 제이크 빔(Old Jake Beam)이라고 불렸다. 그리고 증류주공장은 올드 텁(Old Tub)이라고 알려져 있었다.
데이비드 빔 (David Beam) (1802–1854)은 1820년 18 살이라는 나이에 아버지의 의무를 받아 산업 혁명 시기에 가족의 버번 위스키의 배포를 확산시켰다. 1854년 데이비드 빔 (David M. Beam)(1833–1913)은 각 시로 연결되어 있는 철도를 이용하기 위해 증류 제조공장을 넬슨컨트리로 옮겼다. 제임스 보르가드 빔(James Beauregard Beam) (1864–1947)은 가족의 상업을 미국 금주법기간 전과 후에 이어 관리를 하였다, 그리고 1933년 그는 증류공장을 그의 Bardstown 집에 가까운 Clermont, Kentucky 에다가 다시 건설하였다. 1935년 제임스 빔 주류업체 (James B. Beam Distilling Company)가 해리 호멜(Harry L. Homel), 올리버 제이콥슨 (Oliver Jacobson), 블럼(H. Blum)과 제르마이아 빔(Jerimiah Beam)에 의해 설립되었다. 이 시점 이후로 버번 위스키는 제임스 보르가드 빔(James Beauregard Beam)을 이어 짐 빔 버번(Jim Beam Bourbon)이라고 불렸다, 그리고 몇몇 술병의 라벨에는 제임스 빔 (James B. Beam)의 서명과 함께 “자신의 서명 없는 술은 진짜가 아니다” 라는 내용을 써놓았다. 1913년 제르마이아 빔(Jerimiah Beam) (1899–1977)은 Clear Springs 증류주공장에서 일하기 시작했다, 그 후 그는 새로운 Clermont 시설에서 증류장과 작업 감독관이 되었다. 1954년 제르마이아 빔(Jerimiah Beam)은 완전한 소유권을 얻고 켄터키 보스턴에 제2의 증류 제조공장을 열었다. 제르마이아는 유년시절 친구인 짐버레인 요셉 퀸(Jimberlain Joseph Quinn)과 한 팀을 이뤄 기업을 확장해 나갔다.
부커 노(Booker Noe) (1929–2004)는 짐 빔 주류업체에서 40년 넘게 제리 달톤(Jerry Dalton) (1998–2007)과 가깝게 지내며 증류장 일을 맡아왔다. 1987년 부커 노는 자신의 이름은 딴 회사의 첫 "Small Batch Bourbon Collection" 위스키 부커스Boooker’s를 선보였다
프레드 노(Fred Noe) (1957–present)는 2007년 제7대 짐 가족 증류자가 되었다, 그리고 그는 정규적으로 판매촉진의 목적으로 여행을 다녔다.
1987년 짐 빔(Jim Beam)은 내셔널 브랜드(National Brands)를 사들였다.
빔 가족은 헤븐 힐 제조사(Heaven Hill Distillery)의 역사에서 큰 역할을 했다. 헤븐 힐 창사이래 모든 증류장은 빔 가족의 일원이었다. 헤븐 힐의 원조 증류장은 짐 빔(Jim Beam)의 첫 사촌인 요셉 빔 (Joseph L. Beam)이다. 그의 아들 해리 빔(Harry Beam)은 그의 뒤를 이었고 짐 빔(Jim Beam) 동생의 아들을 이어 얼 빔(Earl Beam)은 요셉 빔 (Joseph L. Beam)의 아들 해리 빔(Harry Beam)를 이었다. 얼 빔(Earl Beam) 은 헤븐 힐 제조사 (Heaven Hill Distillery) 파커 빔(Parker Beam) 과 그의 아들 크레이그 빔(Craig Beam)이 뒤를 이었다.

## 제조과정
버번 위스키의 제조과정은 복잡하다. 먼저 51%이상의 옥수수와 호밀, 보리 엿기름을 잘 섞는다. 제조가 잘 되게 하기 위해서 빻는 기구를 이용해 곡물을 가루로 빻는다. 이 혼합물을 통에 넣고, 석회석성분이 걸러진 달콤한 성분과 켄터키 주에서 공급받은 물을 넣고 조리한다. 셋백(Set Back)을 넣고 다시 한번 조리한다. 효모를 넣는다. 이 혼합물을 화씨 60-70도(섭씨 15.5-21도)로 식힌 후, 이 식힌 혼합물과 효모가 섞이게 되고, 이산화탄소와 알코올을 생성한다.
지금까지 만들어진 술을 증류기에 넣고 화씨 205도(섭씨 96도)까지 가열한다. 이 때, 술이 증기로 변하게 정당히 뜨겁고, 끓어서 없어지지 않게 적당히 식힌다. 증류기의 윗부분의 증기를 식혀 액체로 바꾸면 로우와인(Low Wine)이 되고, 그 액체를 다시 한번 같은 과정으로 증류하면 하이와인(High Wine)이 된다.
완성된 하이와인(High Wine)을 통에 담고 저장고에 저장 후 최소 2년간 숙성시킨다.>

## 종류
- 짐빔 화이트(Jim Beam White)[7]

전형적인 버번 위스키의 오렌지 색상에 가볍고 매끄러우며 풍부한 바닐라, 캐러멜 향이 난다. 달콤한 꿀과 감초 사탕 맛이 느껴진다. 여운이 짧으나 매력적이며 복합적인 풍미를 지니고 있다. 4년산이며 알코올도수는 40%이다. 80 proof이다.
2. 짐빔 블랙(Jim Beam Black)
8년 숙성의 고급 제품으로, 토피와 담배 향에 오크 향이 섞인 강렬한 향이 난다. 살짝 구운 곡물의 향이 섞인 복잡한 풍미를 지녔다. 알코올도수는 43%이다. 86 proof이다.
3. 짐빔 데빌스컷(Jim Beam Devil’s Cut)
버번이 숙성되는 과정에서, 액체의 일부가 통 안에서 증발되어 없어지는데 그것을 “angel’s share”라고 한다. 숙성이 끝난 후, 버번을 통에서 다 빼내고 나면 일정양의 위스키가 통 안 나무에 남아 있는데 그것을 “devil’s cut” 이라고 한다. 풍부하고 진한 색깔과 향기가 나는 프리미엄 위스키이다. 6년산 버번과 혼합하며 만들며 알코올도수는 45%이다. 90 proof이다.
4. 짐빔 허니 (Jim Beam Honey)
짐빔 허니는 짐빔에 꿀을 첨가한 버번이다. 짐빔 허니는 부드럽고 깔끔한 맛이 나며 콜라 등과 섞어 즐기는 방법도 있다.
5. 짐빔 레드스태그(Jim Beam Red Stag) : 8년 숙성의 고급제품
- Red stag black cherry: 옥수수 향과 부드러운 오크 향이 블랙체리와 어우러져 부드러운 버번이다. 끝맛은 버번 고유의 뜨거움이 있다.

- Red stag spiced: 미묘한 오크 향과 계피 향이 어우러져 뜨겁지만 부드러운 버번이다. 끝맛또한 뜨겁고 부드럽다.

- Red stag honey tea: 옥수수 향과 오크 향이 꿀과 차와 어우러져 부드럽지만 강렬한 복합적인 풍미를 지니고 있다.

## 세계시장
짐 빔은 미국이 아닌 다른 나라에서도 판매되고 있으며 많은 사랑을 받고 있다.

## 같이 보기
- 잭 대니얼스